# Tängvattnet
Tängvattnet (sydsamiska: Dïeknjehke) är en sjö i Storumans kommun i Lappland och ingår i Umeälvens huvudavrinningsområde. Sjön är 53,5 meter djup, har en yta på 14,4 kvadratkilometer och befinner sig 472 meter över havet. Tängvattnet ligger omkring 8 kilometer väster om Hemavan.

## Delavrinningsområde
Tängvattnet ingår i det delavrinningsområde (730261-145600) som SMHI kallar för Utloppet av Tängvattnet. Medelhöjden är 572 meter över havet och ytan är 51,95 kvadratkilometer. Räknas de 11 avrinningsområdena uppströms in blir den ackumulerade arean 194,4 kvadratkilometer. Tängvattsbäcken som avvattnar avrinningsområdet har biflödesordning 2, vilket innebär att vattnet flödar genom totalt 2 vattendrag innan det når havet efter 404 kilometer. Avrinningsområdet består mestadels av skog (66 procent). Avrinningsområdet har 14,42 kvadratkilometer vattenytor vilket ger det en sjöprocent på 27,7 procent.